# アレクシス・ソープ
アレクシス・ソープ（Alexis Ann Thorpe、1980年4月19日 - ）は、アメリカ合衆国の女優。カリフォルニア州ニューポートビーチ出身。

## 出演
- 超能力学園WXY　Pretty Cool （2001年）
- ヴァンパイア・ハンター　The Forsaken （2001年）
- デイズ・オブ・アワ・ライブス　Days of our Lives （2002年 - 2003年、キャシー役）
- ヤング・アンド・ザ・レストレス　The Young and the Restless （2002年、リアーナ役）
- フレンズ　Friends （2003年、カメオ出演）
- American Wedding （2003年、ジェニファー役）
- Dr.HOUSE　HOUSE （2005年、婚約者役、シーズン1第3話ゲスト出演）
- プリティ・ライフ パリス・ヒルトンの学園天国　National Lampoon's Pledge This! （2006年）
- The Man from Earth （2007年、リンダ・マーフィ役）
- メトロポリス2035　Nightmare City 2035 （2007年）